# Thomas Watkins
Thomas „Tom“ Watkins (* 6. März 1978 in Durham, England) ist ein ehemaliger britischer Eishockeyspieler, der mit Coventry Blaze viermal britischer Meister wurde. Er ist seit 2010 Trainer und seit 2017 Generalmanager der Telford Tigers. Seine jüngeren Brüder Ben, Joe und Jack sind beziehungsweise waren ebenfalls professionelle Eishockeyspieler. Joe Watkins war ebenfalls britischer Nationalspieler.

## Karriere
Tom Watkins bei den Sunderland Tomahawks, für die er in der englischen U19-Liga spielte. 1995/06 spielte er für die Newcastle Warriors in der British Hockey League sowie die unterklassigen Billingham Bombers. 1996 schloss er sich erstmals den Telford Tigers an, mit denen er drei Jahre in der damaligen British National League spielte. Nachdem er die Spielzeit 1999/2000 bei den Ligakonkurrenten Peterborough Pirates und Hull Thunder verbracht hatte, wechselte er zum Coventry Blaze, der damals ebenfalls in der BNL spielte. 2003 konnte er mit dem Team aus den West Midlands die Liga für sich entscheiden. Anschließend wechselte er mit seiner Mannschaft in die Elite Ice Hockey League, die stärkste britische Spielklasse. Dort gewann er mit Coventry auf Anhieb die Hauptrunde und damit auch die britische Meisterschaft, die Playoffs und auch den Challenge Cup. 2007 konnte zwar erneut die Meisterschaft und der Challenge-Cup gewonnen werden, in den Liga-Playoffs schied man jedoch bereits im Halbfinale gegen die Cardiff Devils aus. 2008 folgten der dritte britische Meistertitel und der Erfolg im Knockout-Cup. Nachdem 2010 die vierte Meisterschaft gewonnen wurde, verließ Watkins den Klub und schloss erneut den Telford Tigers an, mit denen er zunächst in der English Premier Ice Hockey League spielte. Nach Auflösung der Liga wechselte er mit den Tigers 2017 in die National Ice Hockey League, deren Playoffs er 2018 mit dem Klub gewann. Anschließend beendete er seine aktive Laufbahn.

### International
Im Juniorenbereich stand Watkins für Großbritannien bei den U18-C-Europameisterschaften 1995 und 1996 sowie der U20-C-Weltmeisterschaft 1997 auf dem Eis.
Mit der britischen Herren-Nationalmannschaft spielte Watkins bei den Weltmeisterschaften der Division I 2007, 2008 und 2009.

### Trainer
Seit seiner Rückkehr nach Telford 2010 ist Watkins neben seiner aktiven Karriere dort auch als Trainer tätig. Neben seiner Tätigkeit als (Spieler-)Trainer ist er seit 2017 auch Generalmanager des Klubs. Seit 2011 ist er auch für den britischen Verband tätig, wo er als Assistenzcoach sowohl der Herren-Nationalmannschaft als auch U20-Auswahl fungierte. Bei der U20-Weltmeisterschaft 2016 war Cheftrainer der britischen Junioren.

## Erfolge und Auszeichnungen

### Als Spieler
- 2003 Gewinn der British National League mit Coventry Blaze
- 2005 Britischer Meister, Playoff-Sieger der EIHL und Challenge-Cup-Sieger mit Coventry Blaze
- 2007 Britischer Meister und Challenge-Cup-Sieger mit Coventry Blaze
- 2008 Britischer Meister und Knockout-Cup-Sieger mit Coventry Blaze
- 2010 Britischer Meister mit Coventry Blaze
- 2018 Playoffsieger der National Ice Hockey League mit den Telford Tigers

### Als Trainer
- 2015 Gewinn der English Premier Ice Hockey League und des EPIHL-Cups mit den Telford Tigers
- 2015 Aufstieg in die Division I, Gruppe B, bei der U20-Weltmeisterschaft der Division II, Gruppe A.
- 2017 Gewinn der English Premier Ice Hockey League mit den Telford Tigers
- 2017 Aufstieg in die Division I, Gruppe A, bei der Weltmeisterschaft der Division I, Gruppe B.
- 2020 Gewinn der National Ice Hockey League und des NIHL-Cups mit den Telford Tigers
- 2022 Gewinn der National Ice Hockey League it den Telford Tigers

## Statistik
(Stand: Ende der Saison 2009/10)